# Dar-es-Salaam (regija)
Regija Dar-es-Salaam je jedna od 30 administrativnih regija Tanzanije. Glavni grad je Dar-es-Salaam.
Dar-es-Salaam je najbogatija regija u Tanzaniji. Također je najgušće naseljena regija s 1786 stanovnika po četvornom kilometru. Regija ima 2.487.288 stanovnika prema popisu stanovništva iz 2002. godine. Dar-es-Salaam ima drugu najvišu stopu rasta nakon regije Kigoma, 4,3%.
93,9% ukupnog stanovništva regije živi u gradu Dar-es-Salaamu.